# Tatekawa Yoshitsugu

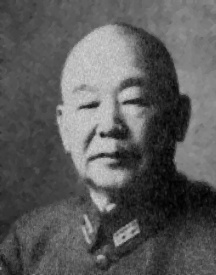
Tatekawa Yoshitsugu

Tatekawa Yoshitsugu (japanisch 建川 美次; geboren 3. Oktober 1880 in Niigata (Präfektur Niigata); gestorben 9. September 1945 in Tokio) war ein japanischer Armee-General und Botschafter in Moskau.

## Leben und Wirken
Tatekawa Yoshitsugu absolvierte die Militärakademie (陸軍士官学校, Rikugun shikan gakkō) und die Armeeakademie (陸軍大学校, Rikugun daigakkō). Er diente im Russisch-Japanischen Krieg und war als Kommandeur der „Tatekawa teishin-dan“ (建川挺身隊) – „Tatekawa Spähtruppe“ aktiv, die die bei der Belagerung von Port Arthur die Eroberung erleichtert hat. Er war dann in England und Indien stationiert und wurde 1929 zweiter Chef des Generalstabsbüros. Beim Putschversuch in Japan vom 26. Februar 1936 stand er auf der Liste der Aufrührer als zu verhaftenden Person. 1936 wurde er kurz vor Ausbruch des Mukden-Zwischenfall als Chef der Ersten Abteilung des Generalstabs (参謀本部第一部長, Sanbō honbu daiichibuchō) nach Mukden entsandt, mit dem Auftrag, die ungesetzlichen Aktionen der Kwantung-Armee zu unterbinden, aber er billigte diese stillschweigend.

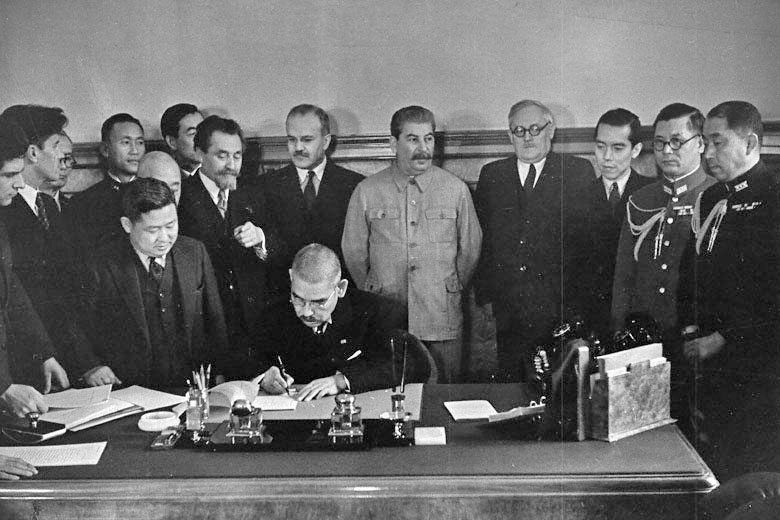
Unterzeichnung des Neutralitätspakts 1941

1932 wurde Tatekawa Generalleutnant und diente seitdem als Kommandant der 10. Division und als Kommandant der 4. Division. 1936 wurde er in die Reserve versetzt. 1940 wurde er als Nachfolger von Tōgō Shigenori Botschafter in der Sowjetunion und verhandelte über einen sowjetisch-japanischen Neutralitätspakt, den er im April 1941 mit Außenminister Matsuoka Yōsuke (1880–1946) unterzeichnete. Im März 1942 wurde er seines Postens enthoben und kehrte nach Japan zurück. 1944 wurde er zum General Manager der „Taisei Yokusankai“ und zum Leiter der Männergruppe „Dai Nihon yokusan sōnen-dan“ (大日本翼賛壮年団), einer 1942 gegründeten paramilitärischen Einrichtung ernannt. Er starb am 9. September 1945, sieben Tage nach Kriegsende, zu Hause.
Tatekawa wurde nach den Russisch-Japanischen Krieg mit dem „Order of the Golden Kite“ (金鵄勲章, Kinshi kunshō) ausgezeichnet. Zu den weiteren Orden gehört 1934 der Orden der aufgehenden Sonne, 1. Klasse.